# Halloy (Pas de Calais)
Halloy és un municipi francès situat al departament del Pas de Calais i a la regió dels Alts de França. L'any 2007 tenia 228 habitants.

## Demografia

### Població
El 2007 la població de fet de Halloy era de 228 persones. Hi havia 90 famílies de les quals 20 eren unipersonals (8 homes vivint sols i 12 dones vivint soles), 35 parelles sense fills, 31 parelles amb fills i 4 famílies monoparentals amb fills.
La població ha evolucionat segons el següent gràfic:
Habitants censats

### Habitatges
El 2007 hi havia 99 habitatges, 88 eren l'habitatge principal de la família, 5 eren segones residències i 7 estaven desocupats. 98 eren cases i 1 era un apartament. Dels 88 habitatges principals, 81 estaven ocupats pels seus propietaris, 5 estaven llogats i ocupats pels llogaters i 2 estaven cedits a títol gratuït; 1 tenia dues cambres, 14 en tenien tres, 25 en tenien quatre i 48 en tenien cinc o més. 70 habitatges disposaven pel capbaix d'una plaça de pàrquing. A 27 habitatges hi havia un automòbil i a 47 n'hi havia dos o més.

### Piràmide de població
La piràmide de població per edats i sexe el 2009 era:
| Homes | Edats   | Dones |
| ----- | ------- | ----- |
| 0     | 95 o +  | 0     |
| 0     | 90 a 94 | 0     |
| 0     | 85 a 89 | 4     |
| 0     | 80 a 84 | 0     |
| 8     | 75 a 79 | 4     |
| 16    | 70 a 74 | 8     |
| 8     | 65 a 69 | 8     |
| 4     | 60 a 64 | 0     |
| 4     | 55 a 59 | 0     |
| 0     | 50 a 54 | 8     |
| 8     | 45 a 49 | 4     |
| 4     | 40 a 44 | 0     |
| 16    | 35 a 39 | 8     |
| 12    | 30 a 34 | 8     |
| 8     | 25 a 29 | 12    |
| 4     | 20 a 24 | 8     |
| 0     | 15 a 19 | 4     |
| 4     | 10 a 14 | 4     |
| 8     | 5 a 9   | 8     |
| 8     | 0 a 4   | 8     |

## Economia
El 2007 la població en edat de treballar era de 140 persones, 98 eren actives i 42 eren inactives. De les 98 persones actives 91 estaven ocupades (51 homes i 40 dones) i 8 estaven aturades (2 homes i 6 dones). De les 42 persones inactives 13 estaven jubilades, 15 estaven estudiant i 14 estaven classificades com a «altres inactius».

### Ingressos
El 2009 a Halloy hi havia 93 unitats fiscals que integraven 237 persones, la mediana anual d'ingressos fiscals per persona era de 15.996 €.

### Activitats econòmiques
L'únic establiment que hi havia el 2007 era d'una empresa de construcció.
L'únic servei als particulars que hi havia el 2009 era un electricista.
L'any 2000 a Halloy hi havia 4 explotacions agrícoles que ocupaven un total de 380 hectàrees.

## Equipaments sanitaris i escolars
El 2009 hi havia una escola elemental integrada dins d'un grup escolar amb les comunes properes formant una escola dispersa.

## Poblacions més properes
El següent diagrama mostra les poblacions més properes.